# Sungha Jung
Sungha Jung (정성하; n. 2 septembrie 1996) este un chitarist sud-coreean care a obținut faima pe YouTube și alte situri asemănătoare, fiind cunoscut în special de audiența sud-coreeană. În 2011, contul său de YouTube afișa 14 milioane de vizualizări, cu un total de vizualizări pentru videoclipuri de 356 de milioane și peste 500,000 de persoane abonate.
Seongha stă de obicei trei zile pentru a învăța și exersa o piesa, pentru ca mai apoi să o încarce pe YouTube. Stilul muzical abordat este mai degrabă unul larg, întrucât învață și interpretează multe piese care pot fi cântate la chitară, prin urmare extinzându-se la un număr mare de genuri.
Seongha a câștigat treisprezece premii pe YouTube, dintre care șase premii de „#1”. De asemenea pe YouTube, Seongha a postat treizeci și opt de videoclipuri cu peste un milion de vizualizări. Videoclipul său cu cele mai multe vizualizări este cel în care interpretează piesa de generic din Pirații din Caraibe, acumulând 40,675,625 vizualizări, conform zilei de 3 noiembrie 2013.
În februarie 2011, Seongha compusese optsprezece piese, dintre care două au apărut pe albumul lui de debut, Perfect Blue. Al doilea album al său, Irony, a fost lansat pe 21 septembrie 2011.
În 2011, a cântat alături de chitaristul american Trace Bundy; de asemenea, a avut turnee în Scandinavia și Japonia.
Al treilea album al său, Paint It Acoustic, a fost lansat pe 15 aprilie 2013.

## Discografie
- Perfect Blue (2010)
- Irony (2011)
- The Duets (2012)
- Paint It Acoustic (2013)